# Jerzy Domiński (1908–1992)
Jerzy Domiński (ur. 9 marca 1908, zm. 27 kwietnia 1992) – polski prawnik, działacz społeczny i polityk, poseł do Krajowej Rady Narodowej (1945–1947) i do Sejmu Ustawodawczego (1947–1952).

## Życiorys
Z wykształcenia był prawnikiem. Praktykował jako adwokat. W czasie II wojny światowej przebywał na terenie województwa kieleckiego, gdzie dowodził lokalnym oddziałem Stronnictwa Zrywu Narodowego. Tam też organizował m.in. Polski Związek Wolności związany ze Stronnictwem Pracy. W konspiracji funkcjonował pod pseudonimem „Sędzia”. Brał udział w powstaniu warszawskim 1944.
W 1945 został sekretarzem generalnym Stronnictwa Pracy. W tym samym roku zasiadł w Krajowej Radzie Narodowej jako jej sekretarz. Był m.in. członkiem komisji ds. opracowania projektu ordynacji wyborczej do Sejmu Ustawodawczego. W 1947 uzyskał mandat posła na Sejm, w którym kierował Klubem Poselskim SP. Wszedł w skład komisji ds. ustawy o ustroju najwyższych władz RP (tzw. małej konstytucji). Pod koniec 1947 został pozbawiony funkcji przewodniczącego klubu. Po zakończeniu działalności SP pozostał niezależny.

## Odznaczenia
- Krzyż Srebrny Orderu Virtuti Militari (1946)[1]
- Pamiątkowy Medal z okazji 40 rocznicy powstania Krajowej Rady Narodowej (1983)[2]